# 가노 나오키
가노 나오키(일본어: 狩野 直喜, 1868년 2월 11일∼1947년 12월 13일)는 일본의 중국학자이다. 자는 자온(子溫)이며 별호(別號)는 군산(君山), 반농인(半農人), 규원(葵園)이다.

## 생애
1868년에 구마모토(熊本)에서 태어났다. 1895년 도쿄제국대학(東京帝國大學) 문과대학 한학과(漢學科)를 졸업했다.
대학 졸업 후 얼마 동안 시바세이소쿠중학교(芝正則中學校), 도쿄외국어학교(東京外國語學校)의 교사로 있다가, 1900년에 문부성(文部省) 유학생으로서 북경으로 향했다. 하지만 얼마 못 가 의화단(義化團)의 변이 일어나 3개월간 일본 공사관에 묶여 있었다. 다음 해 재차 상해에 유학했다. 강남(江南) 일대를 주유하여 그 나라의 학풍을 보았고, 장지동 등과 회견함과 아울러 여러 차례 왕립아시아학회 북중국지부(The North China Branch of the Royal Asiatic Society)를 방문해 서방의 지나학(支那學)과 접촉했다.
1906년에 교토제국대학(京都帝國大學)에 문과대학이 개설되며 철학과 교수가 되었다. 1924년까지 이 책의 저본이 된 중국철학사를 강의했고 1928년에 퇴직했다. 1944년에 문화훈장을 받았고, 1947년 12월 13일에 병으로 교토시 다나카오이초(田中大堰町)의 자택에서 사망했다.